# Polly
Polly – utwór grungowego zespołu Nirvana. Napisany został przez lidera zespołu Kurta Cobaina i umieszczony na albumie Nevermind. Jest jednym z dwóch akustycznych utworów z albumu.

## Historia
Kurt Cobain napisał utwór w 1988. Na początku nazywał się "Hitchhiker", później 
"Cracker", ostatecznie Cobain zdecydował dać jej nazwę od imienia dziewczynki, o której mówi utwór.
"Polly" opisuje prawdziwą historię gwałtu. W 1987 roku Kurt Cobain przeczytał w gazecie o brutalnym gwałcie na 14-latce, która wracała z koncertu punk rockowego 
w Tacoma w stanie Waszyngton. Utwór został zainspirowany tą historią. Na albumie In Utero znajduje się utwór "Rape Me", będący również nawiązaniem do historii związanej z "Polly".

## Wersje
- album Nevermind – w wersji akustycznej
- singiel "In Bloom" (strona B) – w wersji koncertowej
- album Incesticide – w nowej wersji, pod nazwą "(New Wave) Polly"
- album MTV Unplugged in New York – w wersji akustycznej, na żywo
- album Live! Tonight! Sold Out!!
- album From the Muddy Banks of the Wishkah – w wersji koncertowej
- box-set With the Lights Out – w solowym wykonaniu Cobaina

## Covery
- Animal Collective
- Kirsten Krush
- The Mint Chicks
- Eyes Set To Kill

## Wyróżnienia
- Magazyn NME umieścił "Polly" na #18 miejscu wśród 20 najlepszych utworów Nirvany (Top 20 Nirvana Songs) (2004)